# Manuel II Mamicônio
Manuel II Mamicônio foi um nacarar (nobre) persarmênio da família Mamicônio. Era filho de Vasaces e duma irmã de nome incerto do general bizantino Artabanes. Ele teve como irmãos os nobres Gregório e Vardanes III. De acordo com Teófanes, o Confessor, quando esteve em 572 em Dúbio, capital do país, foi morto pelo marzobã Surena e sua morte foi uma das causas da revolta de seu irmão Vardanes.